# 식민주의 심리학
식민주의 심리학의 문제 의식은 프란츠 파농의 검은 피부 하얀 가면으로 인해 제기된 것이다. 식민지 상황 아래 있는 인민들이 겪는 정신장애의 근본적인 원인은 식민지 민중들의 자유와 인권을 억압하는 제국주의적인 지배계급이라는 점을 핵심적 전제로 삼는다. 따라서 식민주의 심리학의 목표는 반제국주의 투쟁이며 식민주의자들이 가하는 탄압에 맞서 식민지 주민의 정체성을 찾는 것이다.

## 대표적 학자
- 프란츠 파농

## 같이 보기
- 제국주의
- 식민주의
- 탈식민주의
- 민족주의
- 제3세계
- 흑인해방운동
- 문화연구